# Монфокон (виселица)

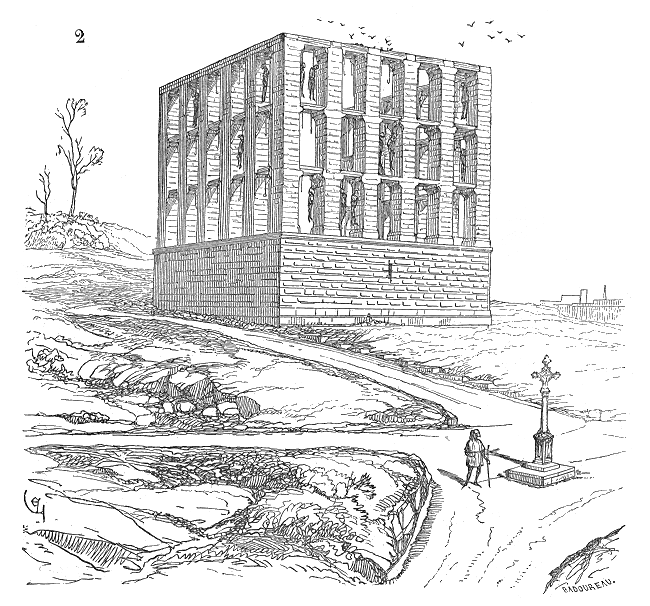
Виселица Монфокон. Рис. из «Словаря французской архитектуры XI—XVI вв.» Э. Виолле-ле-Дюка (1856).

Монфоко́н (фр. Gibet de Montfaucon) — огромная каменная виселица, построенная в XIII веке к северо-востоку от Парижа, во владениях некоего графа Фалькона (Фокона). Получила прозвище Montfaucon (от фр. mont — гора, и фр. faucon — сокол, буквально «Фоконова (Соколиная) гора»). Одновременно на Монфоконе могло быть повешено до 45 человек. До наших дней не сохранилась.

## История и конструкция

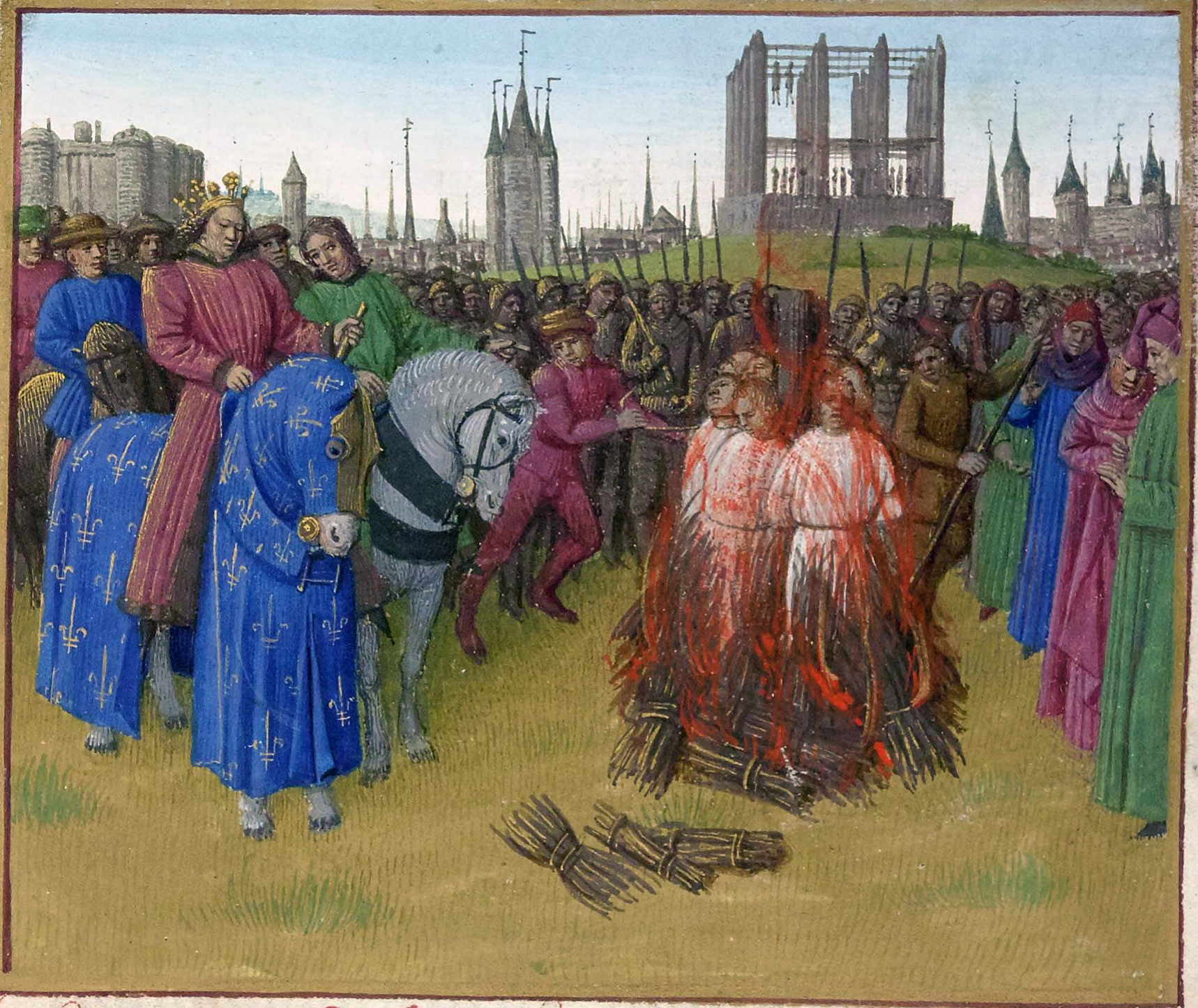
Сожжение амальриканцев перед воротами Парижа в присутствии короля Филиппа II Августа. Миниатюра Жана Фуке из «Больших французских хроник». XV в. На заднем плане — Монфокон.

Считается, что данное сооружение было построено на рубеже XIII—XIV веков по проекту советника Филиппа IV Красивого — Ангеррана де Мариньи, хотя деревянный прототип его, возможно, появился ещё в начале XIII столетия при короле Филиппе Августе. По мысли де Мариньи, жуткое зрелище множества разлагающихся тел повешенных должно было производить впечатление на подданных короля и предостерегать их от серьёзных правонарушений. По злой насмешке судьбы автор проекта впоследствии сам же был повешен на Монфоконе.
Виселица представляла собой трёхъярусное сооружение на каменном фундаменте, квадратной в плане формы, со сторонами в 14 метров. Шестнадцать каменных столбов по трём сторонам периметра, высотой 12 метров каждый, и три (на многих гравюрах — 2) ряда горизонтальных балок создавали на трёх сторонах сооружения своего рода «матрицы» 5×3 из секций, шириной около 2 и высотой около 4 метров. С балок свисали цепи, на которых вешали приговоренных. Одновременно на Монфоконе могло быть повешено до 45 человек. Кроме того, на некоторых гравюрах можно увидеть, что в одной «секции» могли быть повешены сразу двое приговорённых, и в этом случае число возможных одновременных казней доходило до 90.
Повешенных размещали только в трёх боковых гранях куба, четвёртая сторона сооружения использовалась для подъёма и спуска тел и представляла собой каменную лестницу с воротами, ключ от которых хранился у городских палачей. Тела повешенных оставлялись на виселице до частичного разложения, после чего трупы сбрасывались в специальный каменный колодец (оссуарий) в цоколе Монфокона, поскольку было законодательно запрещено хоронить повешенных по христианскому обычаю.
Последняя казнь на Монфоконе была произведена около 1629 года, после чего сооружение было заброшено, и к 1760 году практически полностью разрушилось. После создания гильотины в 1790 году были разобраны последние столбы, напоминавшие о гигантской каменной виселице. Память о ней хранят лишь гравюры разных авторов и упоминания в литературе.

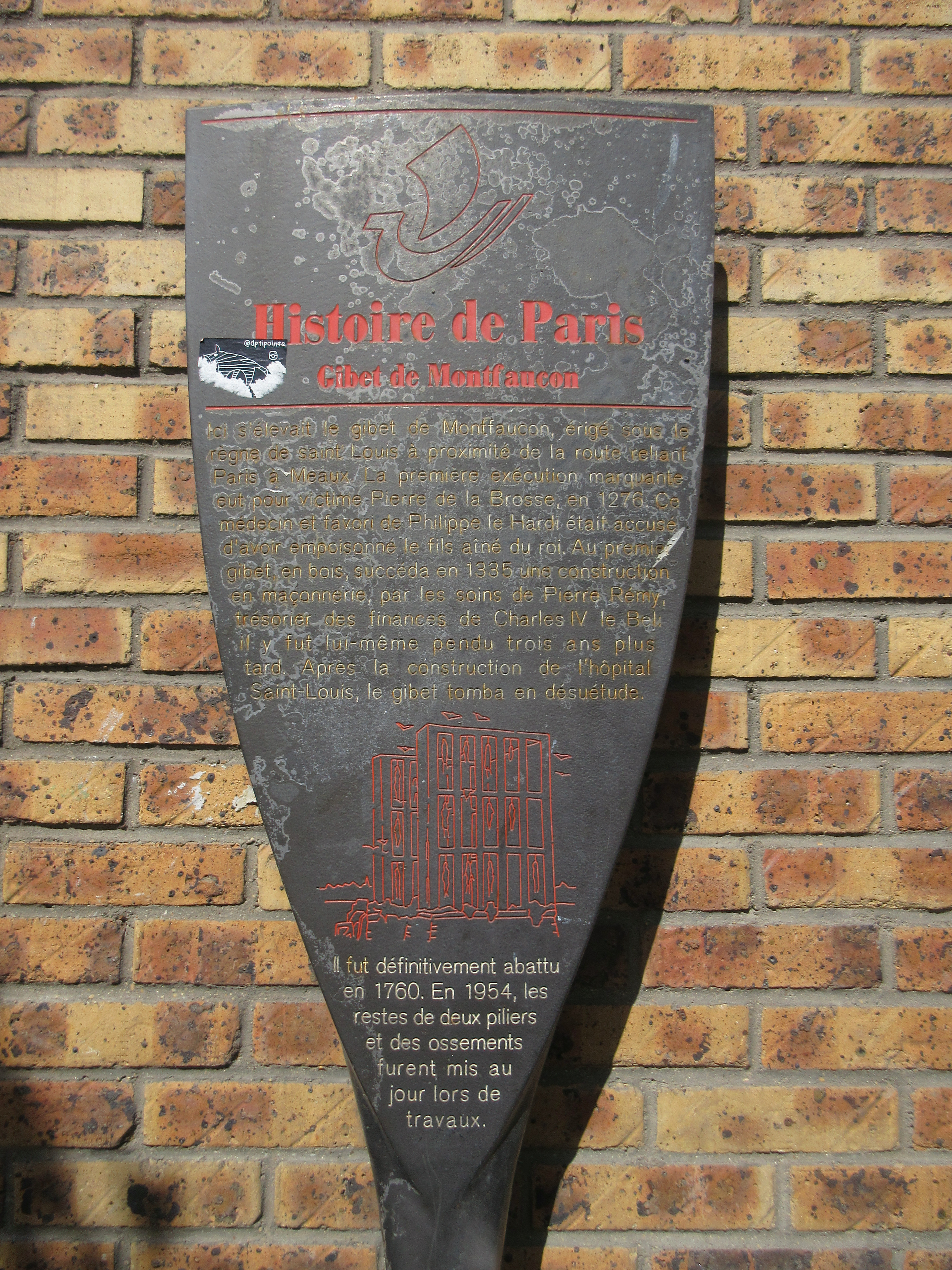
Исторический знак на месте виселицы.

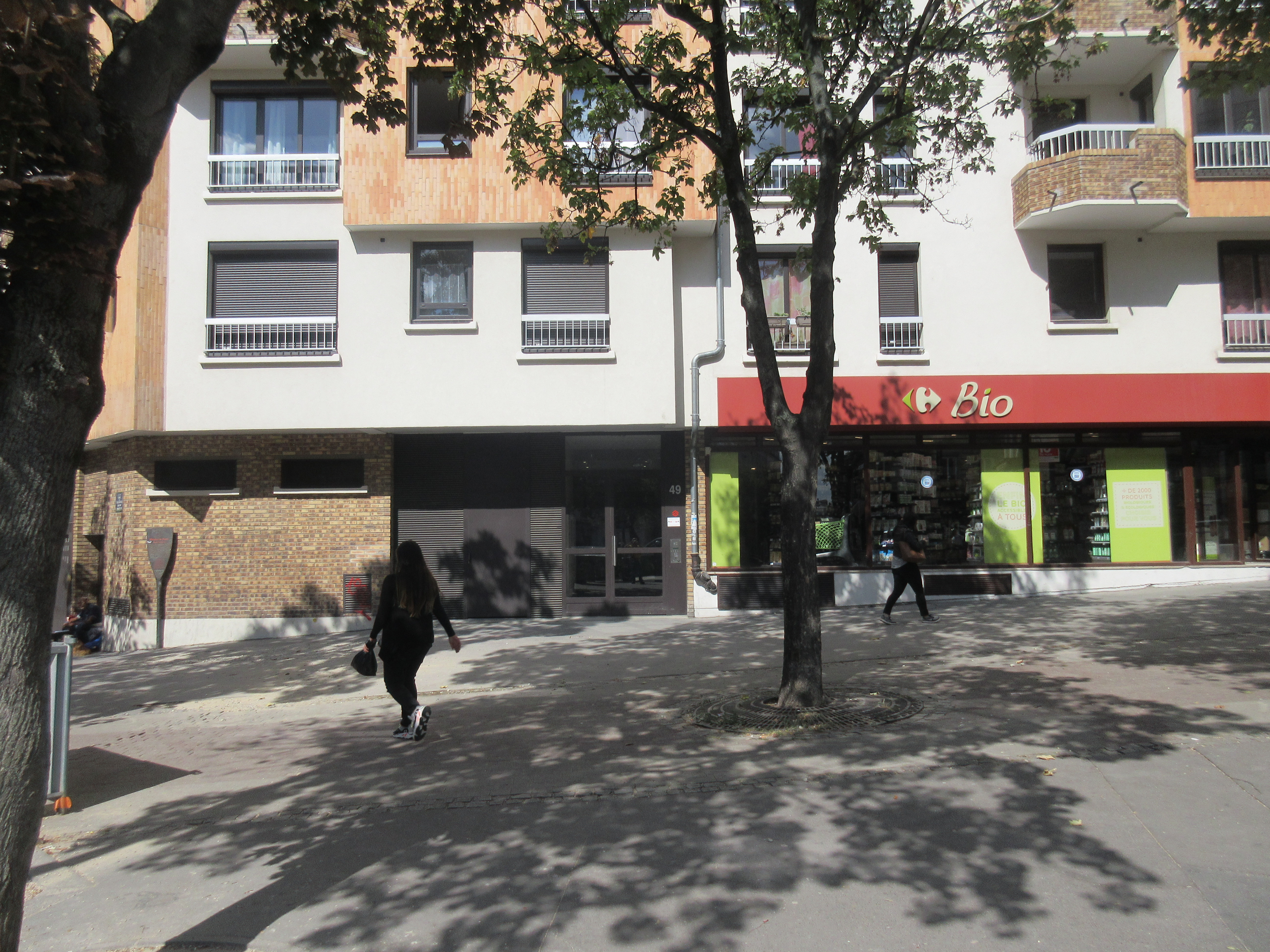
Исторический знак.

Место, где находилась виселица —  Париж, район Гранж Окс Бель, 75010, на пересечении улицы Альбера Камю и улицы Георга Фридриха Генделя, во дворе детской спортивной школы. В 1954 году там установлен исторический знак.

## Аналоги в других странах
В 1571 году в деревушке Тайберн под Лондоном (район современного Гайд-парка) было установлено знаменитое «Тайбернское дерево» — виселица, позволявшая одновременно лишать жизни до 24 осуждённых. Разобрана в конце XVIII века. Располагалась недалеко от современной Мраморной арки, о чём говорит соответствующий мемориальный камень на мостовой.

## Монфокон в искусстве
- В романе Мориса Дрюона «Узница Шато-Гайара» из цикла романов «Проклятые короли» описывается казнь Ангеррана де Мариньи на Монфоконе.
- Виктор Гюго описывает Монфокон в романе «Собор Парижской Богоматери».
- В романе Александра Дюма «Королева Марго» королевский двор едет на Монфокон, чтобы посмотреть на повешенный там вверх ногами труп адмирала де Колиньи.
- Неоднократно упоминается в цикле произведений Александра Бушкова «Сварог» как место казни в столице Ронерского королевства, Равене.

## Галерея

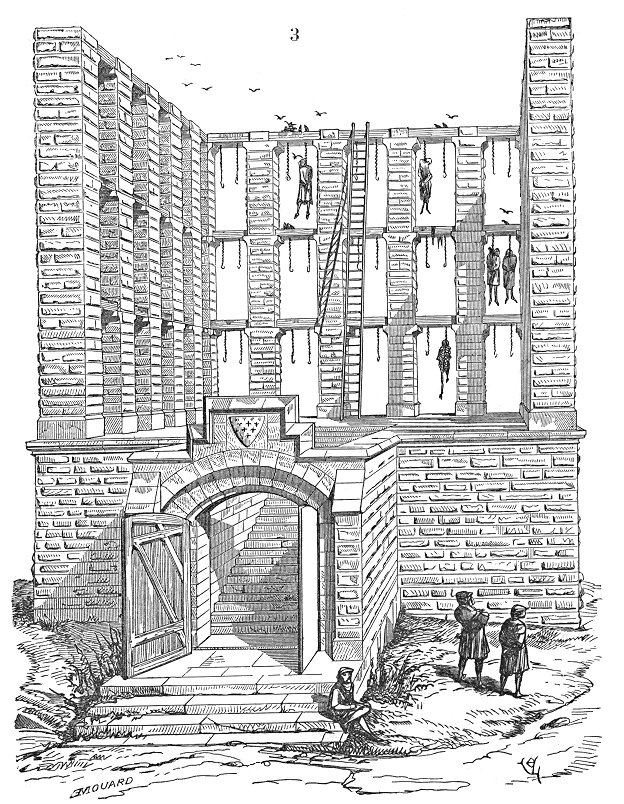
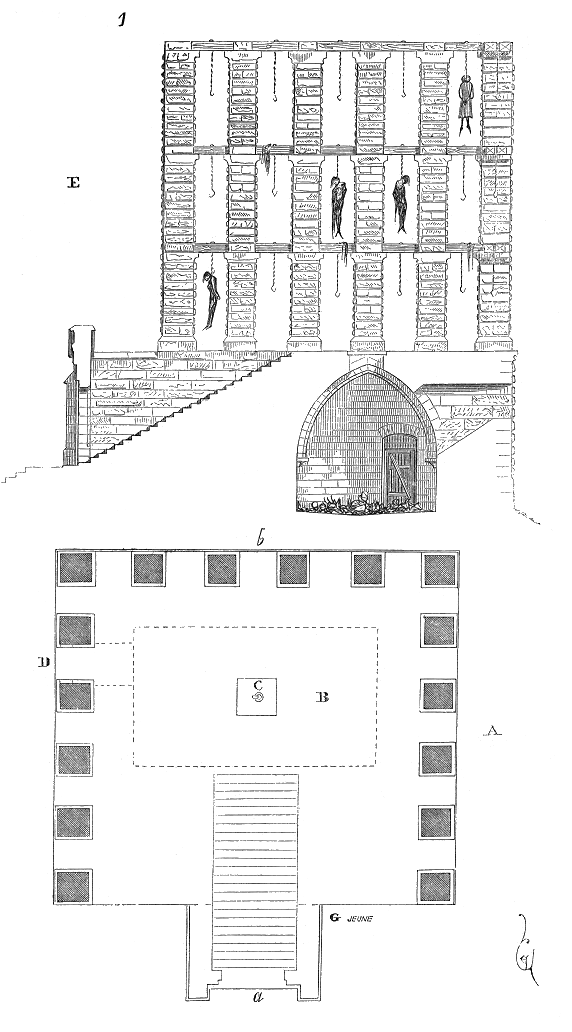
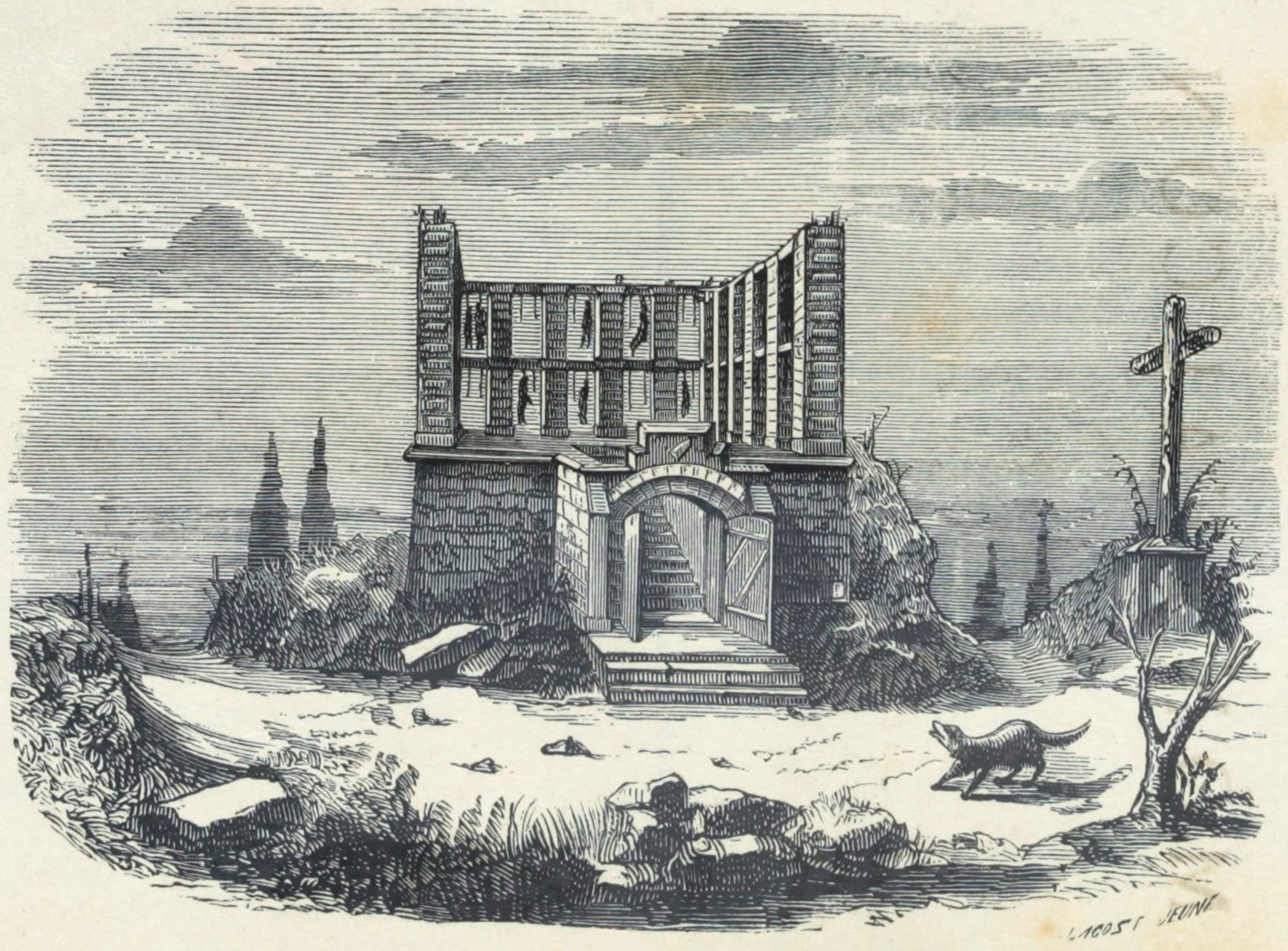
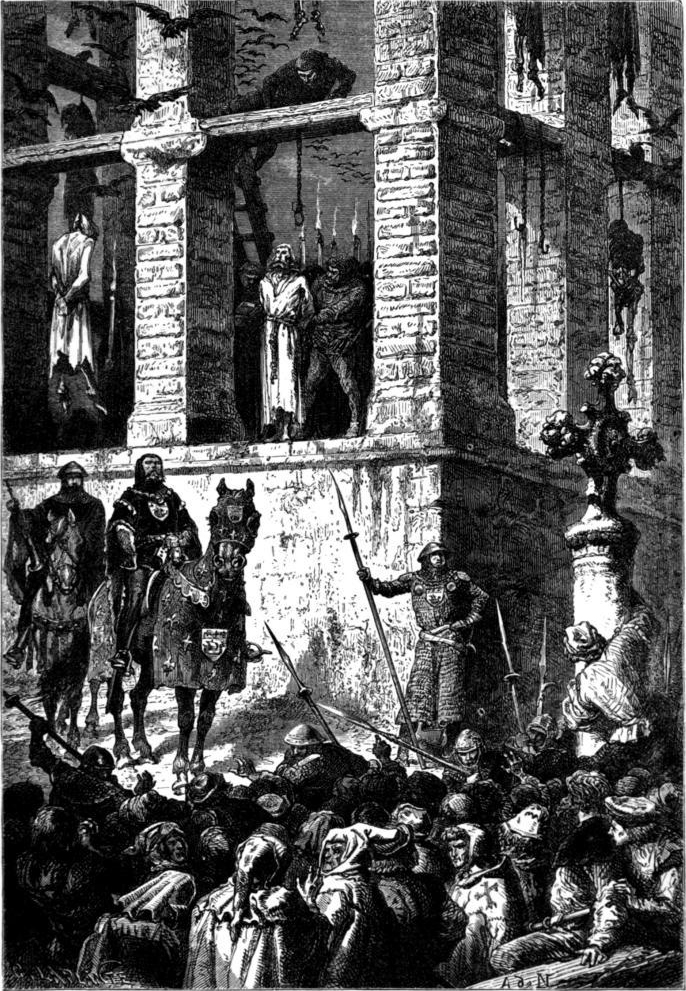
Казнь де Мариньи на Монфоконе.
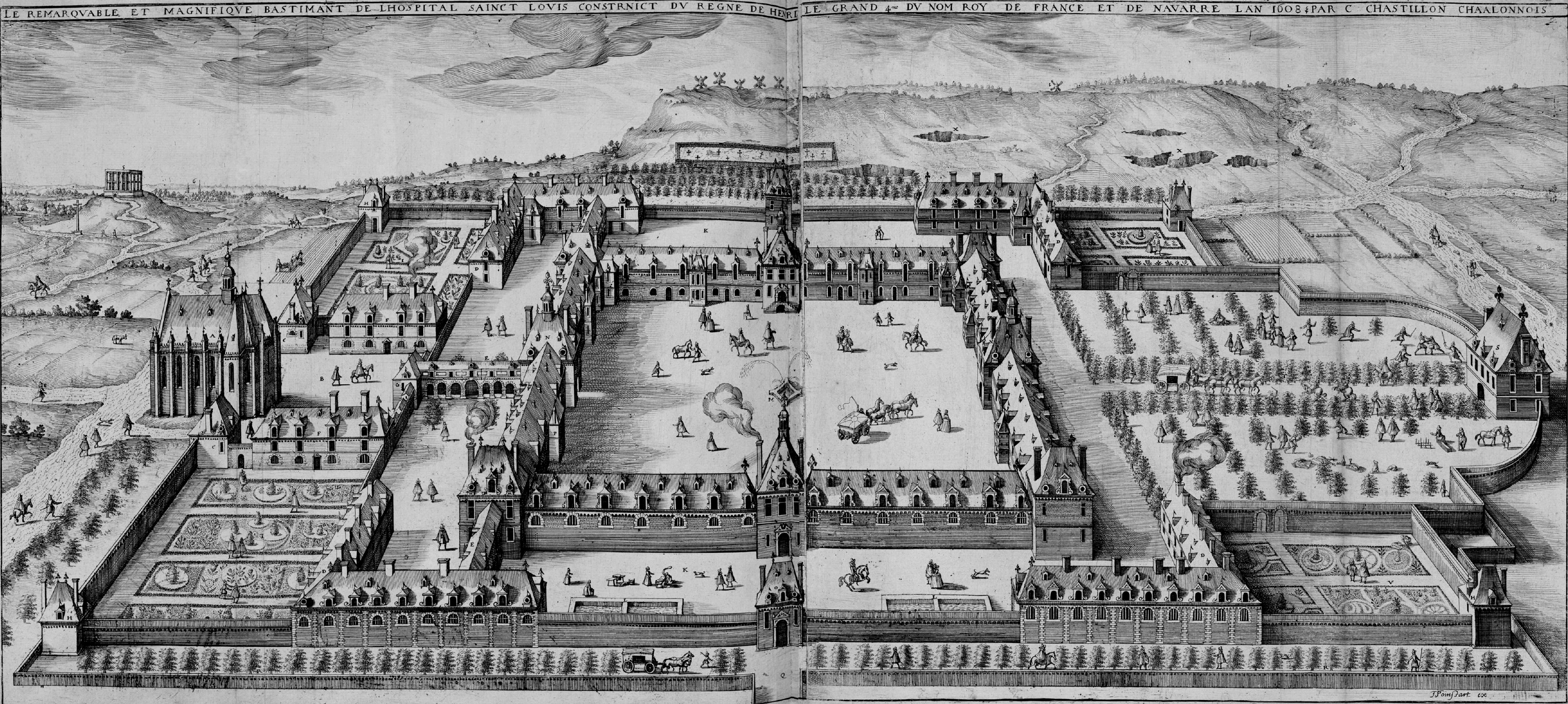
Госпиталь Св. Людовика, 1608 год. Вдалеке слева виднеется Монфокон.